# 哈利·海登-帕頓
哈利·海登-帕頓（英語：Harry Hadden-Paton，1981年4月10日—）是一位英国电视、电影和舞台演员。
他出生于伦敦，父亲是前骑兵长官Nigel Hadden-Paton，母亲是Sarah Mellor。他在伊顿公学和杜伦大学接受过教育，在倫敦音樂與戲劇藝術學院学校学习表演。